# Hyperbolický kosinus

Graf hyperbolického kosinu

Hyperbolický kosinus je sudá hyperbolická funkce.

## Definice
{\displaystyle \cosh x={\frac {e^{x}+e^{-x}}{2}}}

## Vlastnosti
{\displaystyle D{\bigl (}\cosh x{\bigr )}=\mathbb {R} } –  definiční obor funkce {\displaystyle \cosh x}
{\displaystyle H{\Bigl (}\cosh x{\Bigr )}=\langle 1,\infty {\bigr )}} – obor hodnot funkce {\displaystyle \cosh x}
{\displaystyle \cosh ^{2}x-\sinh ^{2}x=1}
důkaz tohoto tvrzení {\displaystyle \left({\frac {e^{x}+e^{-x}}{2}}\right)^{2}-\left({\frac {e^{x}-e^{-x}}{2}}\right)^{2}={\frac {e^{2x}+2+e^{-2x}}{4}}-{\frac {e^{2x}-2+e^{-2x}}{4}}={\frac {4}{4}}=1}, kde {\displaystyle e} je Eulerovo číslo
{\displaystyle 1-\tanh ^{2}x={\frac {1}{\cosh ^{2}x}}}, kde {\displaystyle \tanh x} je hyperbolický tangens
{\displaystyle \cosh 0=1}
{\displaystyle \cosh x=\cos(ix)=\cos(-ix)}, kde {\displaystyle i} je imaginární jednotka
{\displaystyle (\cosh x)'=\sinh x} derivace hyperbolického kosinu podle {\displaystyle x}, kde {\displaystyle \sinh x} je hyperbolický sinus
{\displaystyle \int \cosh x\ dx=\sinh x+C}, kde {\displaystyle C} je integrační konstanta
{\displaystyle \cosh x=\sum _{k=0}^{\infty }{\frac {x^{2k}}{(2k)!}}}
Inverzní funkcí k hyperbolickému kosinu je hyperbolometrická funkce {\displaystyle \operatorname {argcosh} \,x} (argument hyperbolického kosinu).

## Graf
Pro {\displaystyle x<0} je {\displaystyle \cosh x} klesající a pro {\displaystyle x>0} rostoucí.

Grafem hyperbolického kosinu je křivka známá jako řetězovka.